# Gaston Taument
Gaston Taument (født 1. oktober 1970 i Haag, Holland) er en tidligere hollandsk fodboldspiller, der spillede som kantspiller hos adskillige europæiske klubber, samt for Hollands landshold. Af hans klubber kan blandt andet nævnes Feyenoord i hjemlandet, portugisiske Benfica samt Rapid Wien i Østrig.

## Landshold
Taument spillede 1992 og 1996, 15 kampe for Hollands landshold, hvori han scorede to mål. Han var en del af den hollandske trup til VM i 1994 og EM i 1996.